# Stephen Walters
Stephen Martin Walters (Merseyside, Inglaterra, 22 de mayo de 1975) es un actor británico, conocido por haber interpretado a Nitro en la película Mean Machine, a Shanks en Layer Cake y a Anghus Mhor en la serie Outlander.

## Carrera
En 1993 interpretó a Geoff "Growler" Rogers en la serie Brookside, anteriormente el personaje de Geoff fue interpretado por el actor Kevin Carson de 1987 hasta 1991. En 1996 se unió al elenco de la película Hillsborough donde dio vida a Ian Glover, una víctima del desastre de Hillsborough. La película estuvo basada en los eventos reales ocurridos el 15 de abril de 1989, en donde fallecieron 96 personas aplastadas contra las vallas del estadio Hillsborough a causa de una avalancha.
En el 2001 dio vida al recluso Nitro, un experto en bombas que ocasiona la muerte de Doc en la película Mean Machine. Ese mismo año apareció en un episodio de la exitosa miniserie Band of Brothers donde interpretó al soldado John McGrath. En el 2004 se unió al elenco de la película Layer Cake donde interpretó al gánster Shanks. Durante el 2005 obtuvo un pequeño papel en la película Batman Begins donde interpretó a un lunático de Arkham. En el 2007 dio vida a Zigmas Milko, uno de los seis mercenarios lituanos en la película Hannibal Rising. Ese mismo año apareció como invitado en la primera temporada de la serie Skins donde interpretó al paranoico traficante de drogas Madison "Mad" Twatter, un hombre que le vende drogas a Sid Jenkins.
En el 2012 apareció en la serie Good Cop donde interpretó a Callum Rose, un asociado del criminal Noel Finch que comienza a chantajear al oficial John Paul Rocksavage después de descubrir su participación en la muerte de Noel, exigiéndole dinero y acosando a su familia, finalmente Rocksavage termina torturando y asesinando a Rose. En el 2013 apareció en la serie Great Night Out donde interpretó a Darren "Daz" Taylor, uno de los miembros de la banda y el pesimista del grupo. Ese mismo año interpretó al maestro Crispin Ingham en la primera temporada de la serie The Village. En el 2014 se unió al elenco de la nueva serie Outlander donde interpretó a Anghus Mhor, un miembro del grupo y guardaespaldas de Colum MacKenzie (Gary Lewis), hasta el décimo episodio de la segunda temporada después de que su personaje muriera por las heridas que sufrió durante la batalla. En el 2016 apareció como invitado en el quinto episodio de la tercera temporada de la serie The Musketeers donde dio vida a Borel, un soldado que pierde la cordura y cree ser el rey de Francia.

## Filmografía

### Series de televisión
| Año             | Título                   | Personaje                    | Notas                           |
| --------------- | ------------------------ | ---------------------------- | ------------------------------- |
| 2017 - presente | Into the Badlands        | El Ingeniero                 | 2 episodios                     |
| 2017            | Little Boy Blue          | Det. Insp. Mark Guinness     | 3 episodios - miniserie         |
| 2017            | Tin Star                 | Johnny                       | 3 episodios                     |
| 2014 - 2016     | Outlander                | Anghus Mhor                  | 15 episodios                    |
| 2016            | The Musketeers           | Borel                        | episodio "To Play the King"     |
| 2016            | Quantico                 | Presidente de la Universidad | episodio "Clue"                 |
| 2016            | Dickensian               | Manning                      | 2 episodios - miniserie         |
| 2015            | A.D. The Bible Continues | Simón, el mago               | 2 episodios                     |
| 2013            | Dracula                  | Hackett                      | 3 episodios                     |
| 2013            | Playhouse Presents       | Prisionero                   | episodio "Ragged"               |
| 2013            | The Village              | Crispin Ingham               | 4 episodios                     |
| 2013            | Great Night Out          | Darren "Daz" Taylor          | 6 episodios                     |
| 2012            | Good Cop                 | Callum Rose                  | 3 episodios                     |
| 2012            | Accused                  | Alan Baines                  | episodio "Tracie's Story"       |
| 2008            | Wire in the Blood        | Splodge                      | 6 episodios                     |
| 2007            | Skins                    | Madison "Mad" Twatter        | 3 episodios                     |
| 2006            | The Virgin Queen         | Gilbert Gifford              | episodio # 1.6                  |
| 2004            | Murder City              | Dylan Forbes                 | episodio "The Critical Path"    |
| 2003            | Silent Witness           | Neville Anderson             | 2 episodios                     |
| 2003            | Buried                   | Dr. Nick Vaughan             | 8 episodios                     |
| 2002            | Nice Guy Eddie           | Scott                        | episodio # 1.1                  |
| 2001            | Band of Brothers         | John McGrath                 | episodio "Carentan" - miniserie |
| 1998            | Liverpool 1              | Mikey Sullivan               | episodio # 1.1                  |
| 1997            | Pie in the Sky           | Recepcionista del Hotel      | episodio "Ugly Customers"       |
| 1997            | Touching Evil            | Jack McCaffrey               | 2 episodios                     |
| 1995            | Jake's Progress          | Joey                         | episodio # 1.6 - miniserie      |
| 1993            | Brookside                | Geoff "Growler" Rogers       | 7 episodios                     |
| 1990            | Screenplay               | Joven en el Viaducto         | episodio "Needle"               |
| 1989            | Dramarama                | Tomkins                      | episodio "Ghost Story"          |

### Películas
| Año  | Título                        | Personaje           | Notas |
| ---- | ----------------------------- | ------------------- | --- |
| 2012 | Kelly + Victor                | Gaz                 | junto a Antonia Campbell-Hughes, Julian Morris, William Ruane, Claire Keelan, Michael Ryan y Mark Womack      |
| 2011 | Powder                        | Johnny Winegums     | junto a Liam Boyle, Alfie Allen, Jo Woodcock, Oliver Lee, Aneurin Barnard y Neil Bell                         |
| 2011 | Age of Heroes                 | Cabo Syd Brightling | junto a Sean Bean, Danny Dyer, Aksel Hennie, Izabella Miko, James D'Arcy, Christian Rubeck y Sebastian Street |
| 2010 | Splintered                    | Gavin / Vincent     | junto a Holly Weston, Sacha Dhawan, Sadie Pickering, Jonathan Readwin y Sol Heras                             |
| 2008 | Franklyn                      | Wasnik              | junto a Eva Green, Ryan Phillippe, Sam Riley, Bernard Hill, James Faulkner, Susannah York y Richard Coyle     |
| 2007 | Hannibal Rising               | Zigmas Milko        | junto a Gaspard Ulliel, Li Gong, Helena-Lia Tachovská, Richard Leaf, Dominic West, Kevin McKidd y Rhys Ifans  |
| 2005 | Batman Begins                 | Lunático de Arkham  | junto a Christian Bale, Michael Caine, Liam Neeson, Katie Holmes, Gary Oldman y Cillian Murphy                |
| 2004 | Layer Cake                    | Shanks              | junto a Daniel Craig, Colm Meaney, Kenneth Cranham, Sienna Miller, Michael Gambon, Marcel Iureş y Tom Hardy   |
| 2001 | Mean Machine                  | Nitro               | junto a Vinnie Jones, Jason Statham, Jamie Sives, Danny Dyer, Rocky Marshall, Adam Fogerty y David Kelly      |
| 2001 | The 51st State                | Blowfish            | junto a Samuel L. Jackson, Nigel Whitmey, Robert Jezek, Emily Mortimer y Meat Loaf                            |
| 2001 | Mike Bassett: England Manager | Partidario          | junto a Ricky Tomlinson, Amanda Redman, Bradley Walsh, Philip Jackson y Robbie Gee                            |
| 2001 | Kiss Kiss (Bang Bang)         | Kick Box Stevie     | junto a Stellan Skarsgård, Chris Penn, Paul Bettany, Allan Corduner, Sienna Guillory y Jacqueline McKenzie    |
| 1996 | Hillsborough                  | Ian Glover          | junto a Mark Womack, Annabelle Apsion, Christopher Eccleston, Scot Williams y Ricky Tomlinson                 |